# Catalina Ortiz Lalinde
Catalina Ortiz Lalinde (Santiago de Cali, 11 de enero de 1973) es una excongresista vallecaucana, abogada de la Universidad de los Andes (Colombia) y becada en una maestría en Administración Pública de la Universidad de Harvard. Creó y gerenció INNpulsa Colombia, que hace parte del Ministerio de Comercio, Industria y Turismo (Colombia), en donde apoyó a más de 60 mil emprendedores del país, y la Fundación Terpel, dedicada a programas de educación y cultura ciudadana.  
En 20 años de experiencia laboral también ha sido diplomática ante los Estados Unidos. Fue asesora y funcionaria en el Ministerio de Minas y Energía (Colombia),Confecámaras, Comfama y Bancóldex, entre otras. Además, ha sido miembro de las juntas directivas de Transparencia por Colombia y la Asociación de Emprendedores de Colombia. 
El 11 de marzo de 2018 fue elegida Representante a la Cámara por el Valle del Cauca con 32.273 votos. Durante su periodo en el legislativo se caracterizó por un trabajo riguroso en pro de la reactivación económica y de las empresas, el empoderamiento económico de la mujer y la conectividad del Valle del Cauca.

## Formación política
Los inicios de Catalina Ortiz en la política comienzan desde su adolescencia, donde hizo parte de las juventudes del Nuevo Liberalismo en Cali. Posteriormente, en su ejercicio como profesional, conoce al profesor Antanas Mockus y Sergio Fajardo. Fue parte activa durante la Ola Verde y una de las fundadores del grupo ciudadano Cali Puede.
Hace parte de Compromiso Ciudadano Archivado el 9 de noviembre de 2021 en Wayback Machine., grupo político del ex alcalde de Medellín, Sergio Fajardo, y se lanzó a la Cámara de Representantes en 2018 con el aval del Partido Alianza Verde. 
En su carrera profesional y política se ha caracterizado por la lucha contra la corrupción, la contratación transparente, el buen manejo de los recursos públicos y un ejercicio político de cara a la ciudadanía, alejado de los extremos (derecha o izquierda) y la politiquería de siempre. 
Además, ha sido una amplia opositora a la gestión del Alcalde de Cali, Jorge Iván Ospina quien, a pesar de pertenecer al mismo Partido, ha manifestado no estar de acuerdo con sus formas de hacer política.
En octubre de 2021 toma la decisión de no lanzarse al Senado de la República y elige trabajar desde el Valle del Cauca por fortalecer el centro político y la Coalición de la Esperanza de cara a las elecciones presidenciales de 2022. En la segunda vuelta presidencial anunció su respaldo al candidato Rodolfo Hernández.
Fue columnista de El Nuevo Siglo y escribe semanalmente en el Diario La República.

## Proyectos de Ley
A lo largo de su periodo legislativo impulsó tres proyectos de ley de su autoría: el proyecto de ley "para el desarrollo empresarial, el emprendimiento y la formación femenina"; el de "alivio y el fomento empresarial" y el de "protección de Zonas Amortiguadoras". Este último se destaca como resultado del movimiento ciudadano #NoAlPuertoDeTribugá, gracias al cual se frenó la construcción de un puerto de aguas profundas en el Golfo de Tribugá, considerado innecesario dado a su cercanía con el puerto de Buenaventura, además de un ecocidio inminente.
También fue una activa partícipe del paquete de proyectos de ley elaborados en el marco de la campaña multipartidista #LosJóvenesTienenLaPalabra, donde a partir de una conversación con jóvenes de distintas regiones del país, posterior al estallido del paro nacional de 2021, dio como resultado una propuesta legislativa que se ocupa de las principales necesidades manifestadas por los jóvenes.

## Controversias
En mayo de 2023, como precandidata a la alcaldía de Cali, Ortiz divulgó un video de un supuesto ataque machista que ella había sufrido en las calles de dicha ciudad cuando realizaba su campaña. En las redes sociales muchas personas se solidarizaron con ella y otros usuarios sospecharon que el video era un montaje. Tras varias averiguaciones se encontró, entre otras cosas, que el supuesto agresor era un actor, la agencia publicitaria que acompañaba a Ortiz divulgó un video aceptando el montaje y asegurando que la candidata no sabía a pesar de ser protagonista del mismo. Ortiz dio declaraciones a los medios disculpándose y asegurando que ella no conocía que la agencia que había contratado fuera a hacer ese montaje.